# جیب‌برها به بهشت نمی‌روند!
جیب‌برها به بهشت نمی‌روند فیلمی کمدی به کارگردانی ابوالحسن داوودی، نویسندگی محمود سمیعی و تهیه‌کنندگی علی‌محمد سعدالدین، محمود سمیعی و ابوالحسن داوودی ساخته سال ۱۳۷۰ است.
این فیلم در ۲۰ آبان ۱۳۷۱ در سینماهای ایران اکران شده است.

## خلاصه فیلم
دلشاد دستفروش دوره‌گردی است که به خاطر مشکلات مالی و اجاره‌خانه عقب افتاده‌اش ناچار می‌شود راه‌های جدیدی را برای بدست آوردن پول بیازماید. اما همه راه‌ها به روی او بسته می‌ماند. تنها، راهی غیرمعمول او را وسوسه می‌کند. سرانجام او در برابر بزرگترین و غیرمعمول‌ترین واقعه زندگی‌اش قرار می‌گیرد. واقعه‌ای مرگبار که ظاهراً تنها عشق توان مقابله با آن را دارد.